# Giro del Veneto
Der Giro del Veneto ist ein Eintagesrennen im Straßenradsport, welches in der italienischen Region Venetien ausgetragen wird.
Der Giro del Veneto wurde erstmals 1909 veranstaltet. Ab 2005 gehörte das Rennen bis 2012 zur UCI Europe Tour in der hors categorie. Nach einer Pause wurde der Wettbewerb 2021 wieder in den internationalen Kalender aufgenommen, zunächst in der 1. UCI-Kategorie. Die Austragung des Jahres 2023 wurde in die UCI ProSeries hochgestuft.
Erfolgreichster Fahrer ist der Italiener Costante Girardengo, der den Giro zwischen 1923 und 1926 viermal in Folge gewann.

## Palmarès
| Jahr                        | Sieger               | Zweiter                    | Dritter              |
| --------------------------- | -------------------- | -------------------------- | -------------------- |
| 1909                        | Renato Pogliani      | Giovanni Micheletto        | Lauro Bordin         |
| 1910–1911 nicht ausgetragen |                      |                            |                      |
| 1912                        | Giovanni Roncon      | Costante Girardengo        | Emilio Petiva        |
| 1913–1921 nicht ausgetragen |                      |                            |                      |
| 1922                        | Alfredo Sivocci      | Luigi Molon                | Bartolomeo Aimo      |
| 1923                        | Costante Girardengo  | Giovanni Brunero           | Emilio Petiva        |
| 1924                        | Costante Girardengo  | Gaetano Belloni            | Federico Gay         |
| 1925                        | Costante Girardengo  | Adriano Zanaga             | Giovanni Brunero     |
| 1926                        | Costante Girardengo  | Alfredo Binda              | Domenico Piemontesi  |
| 1927                        | Alfonso Piccin       | Michele Gordini            | Livio Cattel         |
| 1928                        | Alfredo Binda        | Antonio Negrini            | Alfonso Piccin       |
| 1929 nicht ausgetragen      |                      |                            |                      |
| 1930                        | Aldo Canazza         | Vasco Bergamaschi          | Renato Scorticati    |
| 1931                        | Aldo Canazza         | Guglielmo Segato           | Antonio Andretta     |
| 1932–1933 nicht ausgetragen |                      |                            |                      |
| 1934                        | Aldo Canazza         | Raffaele Di Paco           | Pietro Rimoldi       |
| 1935                        | Vasco Bergamaschi    | Antonio Frascaroli         | Domenico Oggero      |
| 1936                        | Renato Scorticati    | Carlo Sbersi               | Gaspare Babini       |
| 1937 nicht ausgetragen      |                      |                            |                      |
| 1938                        | Secondo Magni        | Osvaldo Bailo              | Mario Vicini         |
| 1939                        | Adolfo Leoni         | Walter Generati            | Adriano Vignoli      |
| 1940 nicht ausgetragen      |                      |                            |                      |
| 1941                        | Fausto Coppi         | Cino Cinelli               | Enrico Mollo         |
| 1942                        | Pierino Favalli      | Olimpio Bizzi              | Osvaldo Bailo        |
| 1943–1944 nicht ausgetragen |                      |                            |                      |
| 1945                        | Luigi Casola         | Orfeo Falsiroli            | Giuseppe Magni       |
| 1946 nicht ausgetragen      |                      |                            |                      |
| 1947                        | Fausto Coppi         | Fiorenzo Magni             | Angelo Menon         |
| 1948                        | Luciano Maggini      | Antonio Bevilacqua         | Vittorio Seghezzi    |
| 1949                        | Fausto Coppi         | Giuliano Bresci            | Adolfo Leoni         |
| 1950                        | Luigi Casola         | Sergio Pagliazzi           | Luciano Frosini      |
| 1951                        | Antonio Bevilacqua   | Luciano Maggini            | Danilo Barozzi       |
| 1952                        | Adolfo Grosso        | Danilo Barozzi             | Waldemaro Bartolozzi |
| 1953                        | Fiorenzo Magni       | Luciano Maggini            | Aldo Zuliani         |
| 1954                        | Luciano Maggini      | Giuseppe Doni              | Armando Barducci     |
| 1955                        | Adolfo Grosso        | Pierino Baffi              | Walter Serena        |
| 1956                        | Giorgio Albani       | Cleto Maule                | Guido Boni           |
| 1957                        | Angelo Conterno      | Bruno Monti                | Germano Barale       |
| 1958                        | Adriano Zamboni      | Alfredo Sabbadin           | Giuseppe Fallarini   |
| 1959                        | Rino Benedetti       | Adriano Zamboni            | Bruno Monti          |
| 1960                        | Diego Ronchini       | Armando Pellegrini         | Ercole Baldini       |
| 1961                        | Nino Defilippis      | Bruno Mealli               | Angelo Conterno      |
| 1962                        | Angelino Soler       | Franco Cribiori            | Guido De Rosso       |
| 1963                        | Italo Zilioli        | Guido De Rosso             | Franco Balmamion     |
| 1964                        | Italo Zilioli        | Guido De Rosso             | Gianni Motta         |
| 1965                        | Michele Dancelli     | Italo Zilioli              | Gianni Motta         |
| 1966                        | Michele Dancelli     | Flaviano Vicentini         | Adriano Passuello    |
| 1967                        | Luciano Galbo        | Marino Basso               | Flaviano Vicentini   |
| 1968                        | Alberto Della Torre  | Bruno Mealli               | Silvano Schiavon     |
| 1969                        | Mino Denti           | Michele Dancelli           | Giancarlo Polidori   |
| 1970                        | Franco Bitossi       | Felice Gimondi             | Marino Basso         |
| 1971                        | Giancarlo Polidori   | Italo Zilioli              | Donato Giuliani      |
| 1972                        | Enrico Paolini       | Donato Giuliani            | Giovanni Varini      |
| 1973                        | Franco Bitossi       | Enrico Paolini             | Wladimiro Panizza    |
| 1974                        | Roger De Vlaeminck   | Tino Conti                 | Giovanni Battaglin   |
| 1975                        | Roland Salm          | Giancarlo Polidori         | Wladimiro Panizza    |
| 1976                        | Alfio Vandi          | Giancarlo Polidori         | Sigfrido Fontanelli  |
| 1977                        | Giuseppe Saronni     | Roger De Vlaeminck         | Bernt Johansson      |
| 1978                        | Valerio Lualdi       | Pierino Gavazzi            | Bernt Johansson      |
| 1979                        | Francesco Moser      | Giovanni Battaglin         | Silvano Contini      |
| 1980                        | Carmelo Barone       | Pierino Gavazzi            | Silvano Contini      |
| 1981                        | Giovanni Mantovani   | Pierino Gavazzi            | Silvano Contini      |
| 1982                        | Pierino Gavazzi      | Ennio Vanotti              | Giuseppe Petito      |
| 1983                        | Jesper Worre         | Dag Erik Pedersen          | Davide Cassani       |
| 1984                        | Moreno Argentin      | Ezio Moroni                | Claudio Corti        |
| 1985                        | Claudio Corti        | Stefano Colage             | Stefano Giuliani     |
| 1986                        | Maurizio Rossi       | Alberto Volpi              | Ezio Moroni          |
| 1987                        | Gerhard Zadrobilek   | Marino Amadori             | Maurizio Vandelli    |
| 1988                        | Moreno Argentin      | Bruno Cenghialta           | Gianni Bugno         |
| 1989                        | Roberto Pagnin       | Maurizio Fondriest         | Andreï Tchmil        |
| 1990                        | Massimo Ghirotto     | Pascal Richard             | Franco Ballerini     |
| 1991                        | Roberto Pagnin       | Fabrizio Bontempi          | Silvio Martinello    |
| 1992                        | Massimo Ghirotto     | Alberto Elli               | Davide Cassani       |
| 1993                        | Maximilian Sciandri  | Giorgio Furlan             | Claudio Chiappucci   |
| 1994                        | Gianluca Bortolami   | Michele Bartoli            | Maximilian Sciandri  |
| 1995                        | Flavio Vanzella      | Gianni Faresin             | Massimo Donati       |
| 1996                        | Michele Bartoli      | Andrea Tafi                | Mauro Gianetti       |
| 1997 nicht ausgetragen      |                      |                            |                      |
| 1998                        | Davide Rebellin      | Gianni Faresin             | Filippo Simeoni      |
| 1999                        | Davide Rebellin      | Francesco Casagrande       | Andrea Ferrigato     |
| 2000                        | Davide Rebellin      | Francesco Casagrande       | Gianluca Tonetti     |
| 2001                        | Giuliano Figueras    | Danilo Di Luca             | Davide Rebellin      |
| 2002                        | Danilo Di Luca       | Laurent Dufaux             | Davide Rebellin      |
| 2003                        | Cristian Moreni      | Danilo Di Luca             | Michele Bartoli      |
| 2004                        | Gilberto Simoni      | Matteo Tosatto             | Massimo Giunti       |
| 2005                        | Eddy Mazzoleni       | Salvatore Commesso         | Serhij Hontschar     |
| 2006                        | Rinaldo Nocentini    | Raffaele Ferrara           | Sergio Marinangeli   |
| 2007                        | Alessandro Bertolini | Florian Stalder            | Daniele Nardello     |
| 2008                        | Francesco Ginanni    | Serhij Hontschar           | Andrea Masciarelli   |
| 2009                        | Filippo Pozzato      | Carlo Scognamiglio         | Luca Paolini         |
| 2010                        | Daniel Oss           | Peter Sagan                | Sacha Modolo         |
| 2011 nicht ausgetragen      |                      |                            |                      |
| 2012                        | Oscar Gatto          | Juan Pablo Valencia        | Emanuele Sella       |
| 2013–2020 nicht ausgetragen |                      |                            |                      |
| 2021                        | Xandro Meurisse      | Matteo Trentin             | Alberto Dainese      |
| 2022                        | Matteo Trentin       | Rémy Rochas                | Mattéo Vercher       |
| 2023                        | Dorian Godon         | Tobias Halland Johannessen | Florian Vermeersch   |
| 2024                        | Corbin Strong        | Xandro Meurisse            | Romain Grégoire      |